# Cryptocentroides arabicus
Cryptocentroides arabicus är en fiskart som först beskrevs av Johann Friedrich Gmelin, 1789.  Cryptocentroides arabicus ingår i släktet Cryptocentroides och familjen smörbultsfiskar. Inga underarter finns listade i Catalogue of Life.